# Crossea striata
Crossea striata is een slakkensoort uit de familie van de Conradiidae. De wetenschappelijke naam van de soort is voor het eerst geldig gepubliceerd in 1883 door Watson.